# Pelodiscus maackii
La tartaruga guscio molle del nord della Cina (Pelodiscus maackii Brandt, 1858) è una specie di tartaruga della famiglia dei Trionichidi.

## Distribuzione e habitat
È presente in Cina (Heilongjiang, Jilin, Liaoning, Nei Monggu), Russia (Amurskaya, Khabarovskiy, Primorskiy, Yevreyskaya), Corea del Nord e Corea del Sud.

## Biologia
È una specie poco nota e, come per P. axenaria, le informazioni morfologiche e biologiche sono limitate.